# Левци
Лѐвци е село в Южна България, община Ардино, област Кърджали.

## География
| Население по години | Население по години |
| ------------------- | ------------------- |
| 1992 г.             | 131 души            |
| 2001 г.             | 68 души             |
| 2011 г.             | 44 души             |
| 2019 г.             | 64 души             |

Село Левци се намира в най-източната част на Западните Родопи, на 3 – 4 km западно от границата им с Източните Родопи, в родопския Жълти дял, на около 15 km западно от град Кърджали и 8 km север-североизточно от град Ардино. Застроено е по левия, североизточния долинен склон на реката с местно наименование Солаклар дере. Надморската височина в северозападния край на селото е около 670 m и намалява до около 550 m в югоизточния. Достъпът до селото към 2016 г. е по път без настилка.

## История
Село Левци е създадено при отделяне от село Млечино през 1986 г. на махалата Леваци (Соланлар).

## Население
Преброяване на населението през 2011 г.
Численост и дял на етническите групи според преброяването на населението през 2011 г.:
|                     | Численост | Дял (в %) |
| Общо                | 44        | 100,00    |
| Българи             | 0         | 0,00      |
| Турци               | 43        | 97,72     |
| Цигани              | 0         | 0,00      |
| Други               | 0         | 0,00      |
| Не се самоопределят | 0         | 0,0       |
| Неотговорили        | 1         | 2,27      |

## Религии
Изповядваната религия в село Левци е ислям.

## Обществени институции
Село Левци към 2020 г. е център на кметство Левци.